# Alicia Borrachero
Alicia Borrachero Bonilla (Madrid, 14 de febrero de 1968) es una actriz española.

## Biografía
Estudió en el Colegio San Patricio de Madrid. 
Estudió Artes escénicas e interpretación en la Universidad de Nazareth. Amplió su formación en el Estudio para la Formación del Actor, en Madrid. Ha trabajado en el teatro en obras como Mucho ruido y pocas nueces y Cambio de marea, dirigidas por Juan Carlos Corazza.
Ha participado en series de Antena 3 como Hermanos de leche y Farmacia de guardia, o de Telecinco como Médico de familia, Un lugar en el mundo, 7 vidas, Periodistas y Hospital Central. En estas dos últimas, como protagonista, interpretando a los personajes que más éxito y popularidad le han dado, la periodista Ana Ruiz y la doctora Cruz Gándara, respectivamente.
También ha participado en el rodaje de ocho largometrajes: Don Quixote, dirigida por Peter Yates, Things I forgot to remember de Enrique Oliver, La fabulosa historia de Diego Marín, del director Fidel Cordero, Muerte en Granada, de Marcos Zurinaga, Sangre ciega de Miguel Albaladejo, The Killer Tongue, de Alberto Sciamma, Tres palabras del director Antonio Giménez-Rico y Shooting Elizabeth dirigida por Baz Taylor.
Protagonizó el papel de la reina Prunaprismia, esposa del rey Miraz y tía del príncipe Caspian, en Las crónicas de Narnia: el príncipe Caspian (2008).
En teatro puede mencionarse su intervención en la obra Agosto (Condado de Osage) (2011-2012), de Tracy Letts, junto a Amparo Baró y Carmen Machi.
El 21 de agosto de 2013 estrena la obra teatral Desclasificados junto a Jordi Rebellón y Joaquín Climent.
El 17 de febrero de 2015, interpretó a Carmen Castro en la primera temporada de Bajo sospecha, una serie de televisión de Bambú Producciones, en Antena 3.
El 25 de abril de 2016, estrenó en Antena 3, La embajada donde interpreta a Olga.
En agosto de 2017 se anunció su participación en la serie de Atresmedia Tiempos de guerra. Y en 2018 formó parte del elenco fijo de la serie de la cadena Starz The Spanish Princess, tercera entrega de la saga basada en los libros más famosos de Philippa Gregory a la que da vida a la reina Isabel I de Castilla.

## Vida privada
Desde 2003 está casada con el también actor estadounidense Ben Temple (nacido en Nueva York en 1969) y fueron padres de su primer hijo Alejandro en noviembre de 2005. Ben Temple y Alicia Borrachero se conocieron en la misma escuela de interpretación donde ambos fueron compañeros de clase.

## Filmografía

### Cine
- Ochenta y siete cartas de amor (1992) de Helena Taberna (cortometraje).
- Shooting Elizabeth (Francia y España)  (1992) de Baz Taylor, como Pillow Mint Maid.
- Tres palabras (1993) de Antonio Giménez Rico.
- Sangre ciega (1994) de Geli Albaladejo y Miguel Albaladejo (Cortometraje).
- Náufragos (1996) de Lorena García de la Bayon y Roberto Trujullo Urbano.
- La fabulosa historia de Diego Marín (1996) de Fidel Cordero, como Elvira.
- La lengua asesina (UK, España) (1996) de Alberto Sciamma, como Reportera.
- The Disappearance of García Lorca  (USA, España, Francia, Puerto Rico) (1996) de Marcos Zurinaga, como Lidia.
- Cosas que olvidé recordar (1999) de Enrique Oliver, como Juanita.
- Don Quixote (USA) (2000) para televisión de Peter Yates, como Madre Panza.
- Las hijas de Mohamed (2004) para televisión de Sílvia Munt, como Carmen.
- Dentro del paraíso (2005) para televisión de Manuel Estudillo, como Luciana.
- El amor en los tiempos del cólera (2007) de Mike Newell, Como Escolástica.
- Las crónicas de Narnia: el príncipe Caspian (2008) de Andrew Adamson, como Reina Prunaprismia.
- Vidas pequeñas (2009) de Enrique Gabriel, como Mari Ángeles.
- The Promise (2016) de Terry George, como Lena.
- Terminator: Dark Fate (2019) de Tim Miller, como Alicia.
- Camino a Belén (2023) de Adam Anders, como Raquel, madre de José.

### Televisión
- Kinsey (1990), como Gloria Murillo.
- Farmacia de guardia Cap: "Con un par", (1991) de Antena 3, como Clara.
- All in the Game (1993) de TVE (Miniserie).
- Médico de familia Cap: "La Sorpresa", (1996) de Telecinco, como Patricia.
- Éste es mi barrio Cap: "La resurrección de Don Ángel" (1997) de Antena 3.
- 7 vidas Cap: 23 (1999) de Telecinco, como Carmen.
- Periodistas, (1998-2002) de Telecinco, como Ana Ruiz.
- Un lugar en el mundo (2003) de Antena 3, como Berta.
- Hospital Central (2003-2007) de Telecinco, como Dra. Cruz Gándara.
- Motivos personales Capítulo: "La Cuenta Atrás Ha Comenzado" (2005) de Telecinco, como Dra. Cruz Gándara.
- De repente, los Gómez (2009) de Telecinco y La Siete, como Concha.
- Crematorio (2011) de Canal+ (España), como Silvia Bertomeu.
- Niños robados (2013) de Antena 3 como Elisa.
- Isabel (2013) de La 1 como Aïsha al-Hurra.
- Pasapalabra (en varias ocasiones).
- El don de Alba de Telecinco, (2013).
- Los misterios de Laura (2014) de TVE. Un episodio. Como Julia de Miguel y Eva de Miguel.
- Bajo sospecha (2015) de Antena 3. Papel Principal. Como Carmen Castro.
- La embajada (2016) de Antena 3. Papel Principal. Como Olga Ramiro.
- Tiempos de guerra (2017) de Antena 3. Papel Principal. Como María del Carmen Angoloti y Mesa (Duquesa de la Victoria)
- The Spanish Princess (2019) de Starz. Como Isabel I de Castilla.
- Días de Navidad (2019) de Netflix. Como Isabel
- Los relojes del diablo (2020) de RAI 1 y Cuatro. Como Rosa Villa
- Bosé (2022) de Paramount+ como Remedios "Reme", la tata[10]
- El caso Asunta (2024) de Netflix. Interpreta a la abogada de Alfonso Basterra.

### Teatro
- Tierra del fuego (2017), de Mario Diament, dirigida por Claudio Tolcachir. Papel Protagonista. Como Yael.[11]
- Perfectos desconocidos (2018)[12]
- Las criadas (2020), de Jean Genet
- Un delicado equilibrio (2024), de Edward Albee.

## Premios
En la XXXIV edición de los Premios Ercilla de Teatro 2017 obtuvo el galardón que distingue a la mejor intérprete femenina de la temporada por su trabajo en "Tierra del Fuego".